# Le Docteur Pozzi chez lui
Le Docteur Pozzi chez lui – en anglais Dr. Pozzi at Home – est un tableau réalisé par le peintre américain John Singer Sargent en 1881. Cette huile sur toile est le portrait en pied du gynécologue et collectionneur d'art Samuel Pozzi vêtu d'une robe de chambre rouge sur fond rouge. Première peinture de l'artiste exposée à la Royal Academy, à Londres, l'œuvre est achetée par Armand Hammer en 1967. Elle conservée depuis 1991 au musée Hammer, à Los Angeles.